# Ostaszewscy herbu Ostoja
Ostaszewscy – polski ród szlachecki herbu Ostoja, wywodzący się z miejscowości Ostaszewo w ziemi ciechanowskiej na Mazowszu.

## Przedstawiciele rodu
- Ścibor z Ostaszewa (ok. 1400 – ok. 1470) – rycerz Księstwa Mazowieckiego
- Franciszek Ostaszewski (ok. 1610 – 1684) – uczestnik wojen szwedzkich
- Florian Ostaszewski (ok. 1710 – 1770) – wojski ciechanowski
- Michał Ostaszewski (ok. 1735 – 1816) – konfederat barski
- Jan Ostaszewski (1745–1819) – chorąży przasnyski
- Tomasz Ostaszewski (1746–1817) – biskup, senator
- Adam Ostaszewski (1750–1829) – major kawalerii narodowej
- Nereusz Ostaszewski (1755 – ok. 1803) – poseł Sejmu Czteroletniego
- Sebastian Ostaszewski (1755–1826) – ziemianin, właściciel Wzdowa
- Kazimierz Ostaszewski (1756-1845) – rotmistrz kawalerii narodowej
- Euzebiusz Ostaszewski (1756-1794)  – uczestnik insurekcji kościuszkowskiej
- Beda Ostaszewski (1764–1834) – opat klasztoru benedyktynów
- Józef Ostaszewski (ok. 1765 – 1854) – członek Stanów Galicyjskich
- Józefa z Ostaszewskich ks. Łukomska (1785 – po 1827) – kniahini
- Kazimierz Ostaszewski (1786–1855) – właściciel rezydencji w Moskwie
- Ignacy Ostaszewski (1792–1840) – uczestnik powstania listopadowego
- Spirydon Ostaszewski (1797–1875) – hodowca koni
- Eustachy Ostaszewski (1800–1831) – uczestnik powstania listopadowego
- Eliasz Ostaszewski (1802–?) – członek Zgromadzenia Filaretów
- Feliks Ostaszewski (1807–1876) – uczestnik powstania listopadowego
- Teofil Ostaszewski (1807–1889) – właściciel Wzdowa i Klimkówki
- Scholastyka z Klickich Ostaszewska (1805–1862) – działaczka niepodległościowa
- Joanna z Ostaszewskich Ostaszewska (1807–1849) – właścicielka ziemska
- Antoni Ostaszewski (1816–1883) – lekarz
- Ludwik Ostaszewski (1824 – ok. 1900) – uczestnik wojen włoskich
- Władysław Ostaszewski (1827–1863) – uczestnik powstania styczniowego
- Emma z hr. Załuskich Ostaszewska (1831–1912) – pianistka
- Karolina z Ostaszewskich Wojciechowska (1837–1929) – działaczka niepodległościowa
- Antoni Teodor Ostaszewski (1837–1909) – inżynier
- Władysław Ostaszewski (1844–1901) – urzędnik
- Maria z Ostaszewskich hr. Dzieduszycka (1851–1918) – właścicielka ziemska
- Kazimierz Franciszek Ostaszewski (1855–1936) – działacz socjalistyczny
- Adam Ostaszewski (1860–1934) – konstruktor lotniczy
- Kazimierz Ostaszewski-Barański (1862–1913) – dziennikarz
- Stanisław Ostaszewski (1862–1915) – przedsiębiorca
- Kazimierz Ostaszewski (1864–1948) – hodowca koni
- Bronisław Ostaszewski (1867–1932) – adwokat
- Leon Kazimierz Ostaszewski (1868–1924) – lekarz
- Adam Ostaszewski (1871–1934) – prezydent miasta
- Józef Longin Ostaszewski (1875–1942) – lekarz
- Władysław Ostaszewski (1882–1965) – lekarz
- Aniela Ostaszewska (1882–1937) – właścicielka ziemska
- Irena z Ostaszewskich Porębska (1889–1969) – nauczycielka
- Henryk Ostaszewski (1892–1957) – wojewoda
- Antoni Ostaszewski (1896–1946) – lekarz
- Zofia z Ostaszewskich hr. Tarnowska (1902–1982) – hodowczyni koni
- Roman Ostaszewski (1903–1940) – poseł na sejm
- Józef Ostaszewski (1904–1989) – inżynier
- Jan Ostaszewski (1905–1974) – działacz emigracyjny
- Yolanda Ostaszewska (1907–2002) – skrzypaczka
- Wanda z Boruckich Ostaszewska (1909–1994) – łączniczka Armii Krajowej
- Piotr Ostaszewski (1910–1965) – pilot w bitwie o Anglię
- Izabella z Ostaszewskich Zielińska (1910–2017) – pianistka
- Tadeusz Ostaszewski (1918–2003) – rzeźbiarz
- Jerzy Ostaszewski (1919–1943) – żołnierz Armii Krajowej
- Ludmiła z Ostaszewskich Szarkowska (1921–1965) – biochemik
- Alina z Ostaszewskich Hejnowicz (1926–2010) – botanik
- Jacek Ostaszewski (1944–) – muzyk
- Adam Ostaszewski (1949–) – matematyk
- Piotr Witold Ostaszewski (1950–) – weterynarz
- Paweł Ostaszewski (1963–) – psycholog
- Piotr Ostaszewski (1964–) – ambasador
- Maja Ostaszewska (1972–) – aktorka

## Majątki ziemskie i rezydencje
Awratyn, Bażanówka, Begno, Biała, Bieleck, Bielejewo, Bielsk, Dębno, Długie, Garbatówka, Gołotczyzna, Grabownica, Iwonicz, Iwonicz-Zdrój, Jabłonka, Jackowo, Jaćmierz, Jasionów, Karaczyńce, Klimkówka, Konarzewo, Kraków, Kruszynek, Ladzin, Mamoty, Maszewo, Mdzewko, Milewo, Mistyce, Myszarówka, Ostaszewo, Panki, Pogąsty, Posada Jaćmierska, Posada Zarszyńska, Przybojewo, Pyszki, Sanniki, Sieniawa, Strusin, Strusinek, Trzcianiec, Turze Pole, Udórz, Ulina, Włoski, Woziłów, Wólka Przybójewska, Wzdów, Zarszyn, Żebry Falbogi i Wiatraki

## Bibliografia

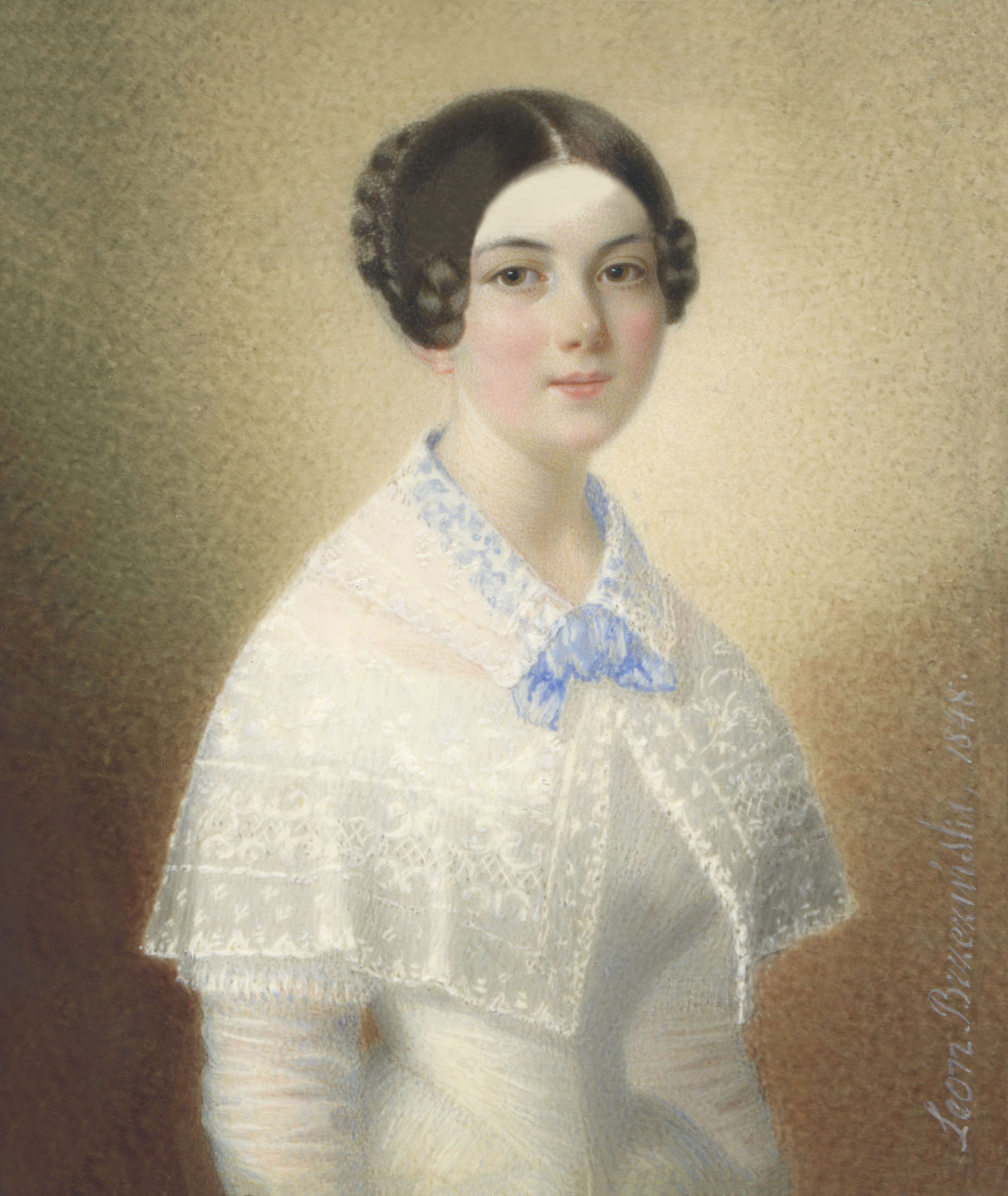
Emma z hr. Załuskich Ostaszewska
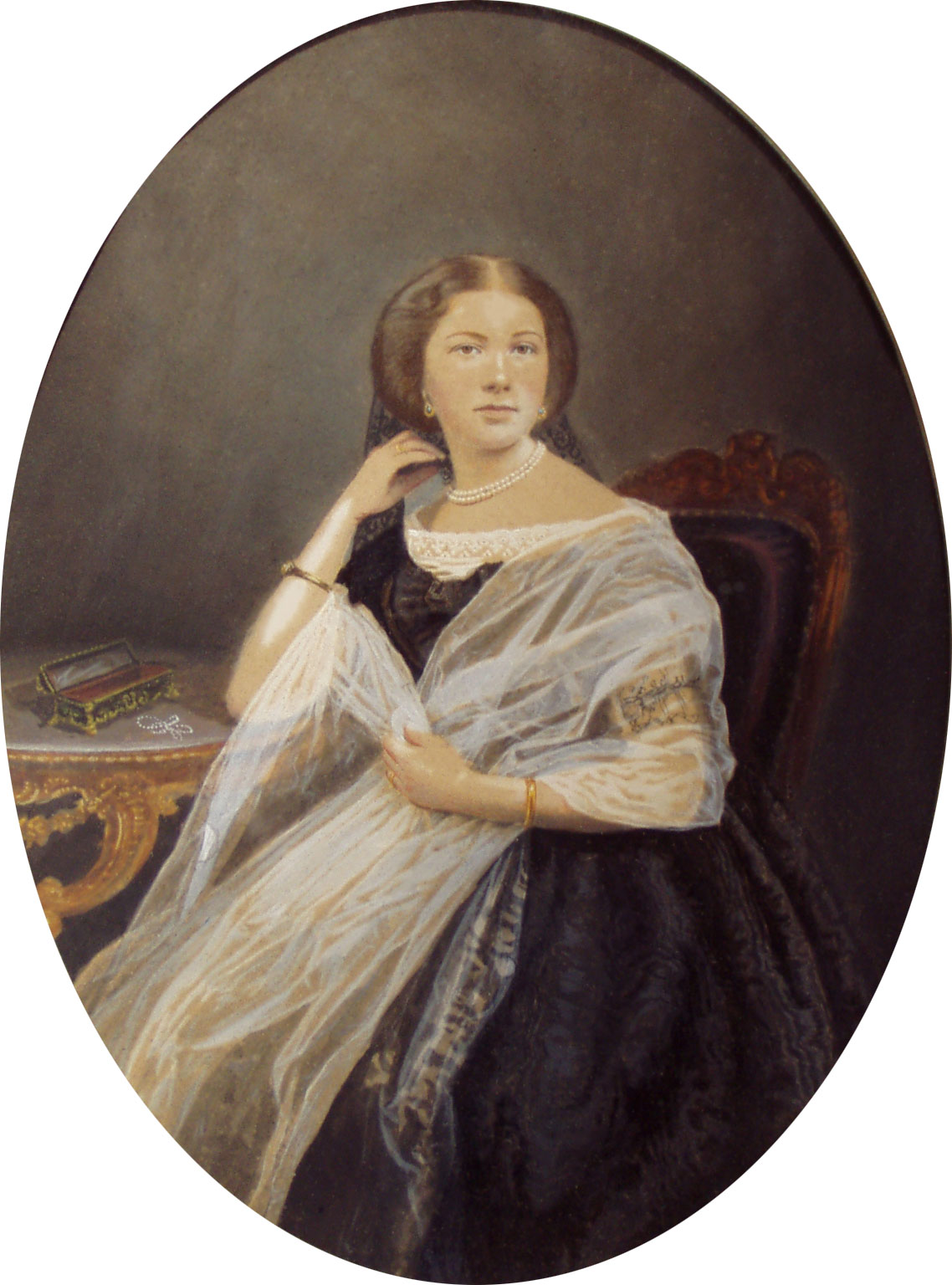
Emma z hr. Załuskich Ostaszewska
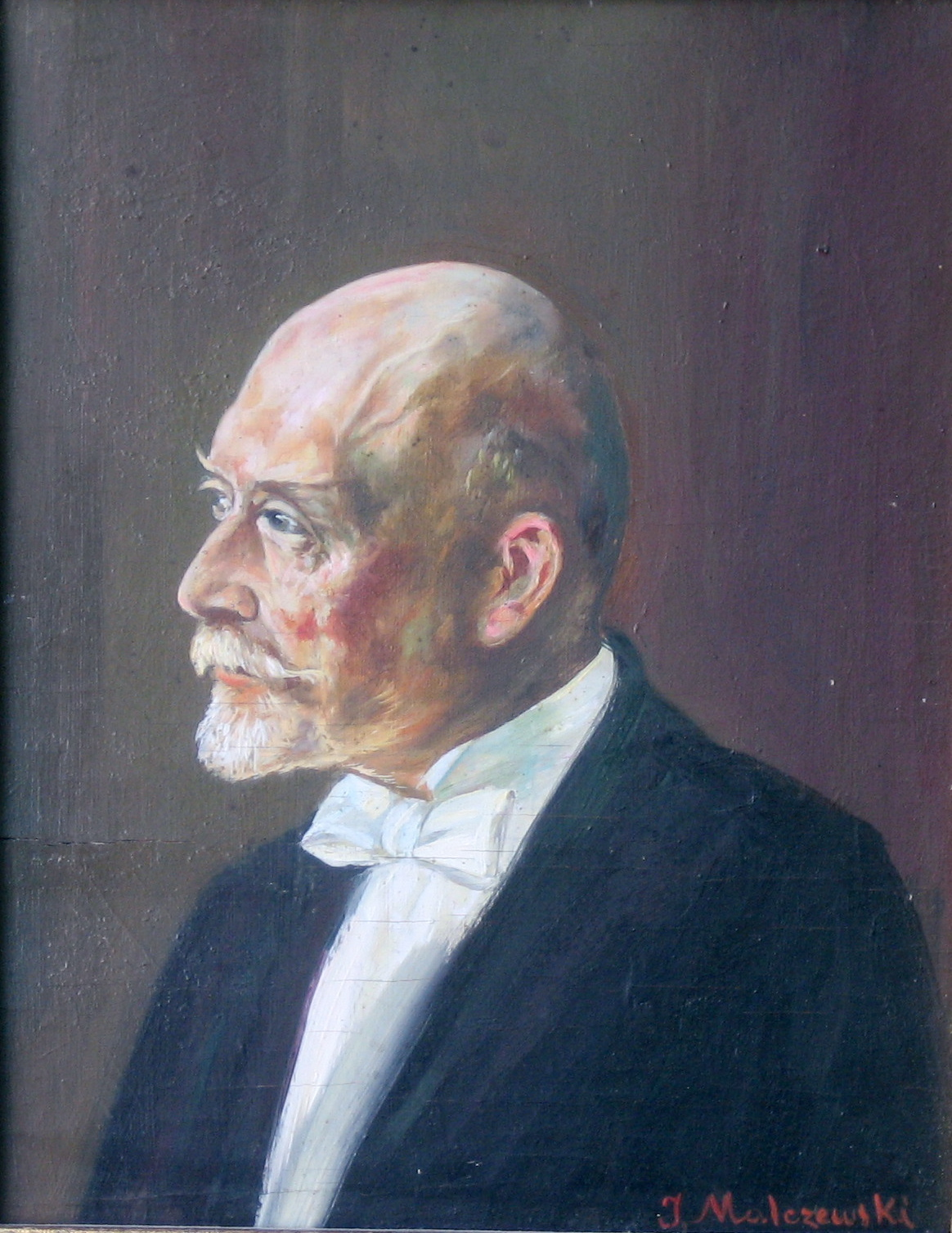
Kazimierz Ostaszewski
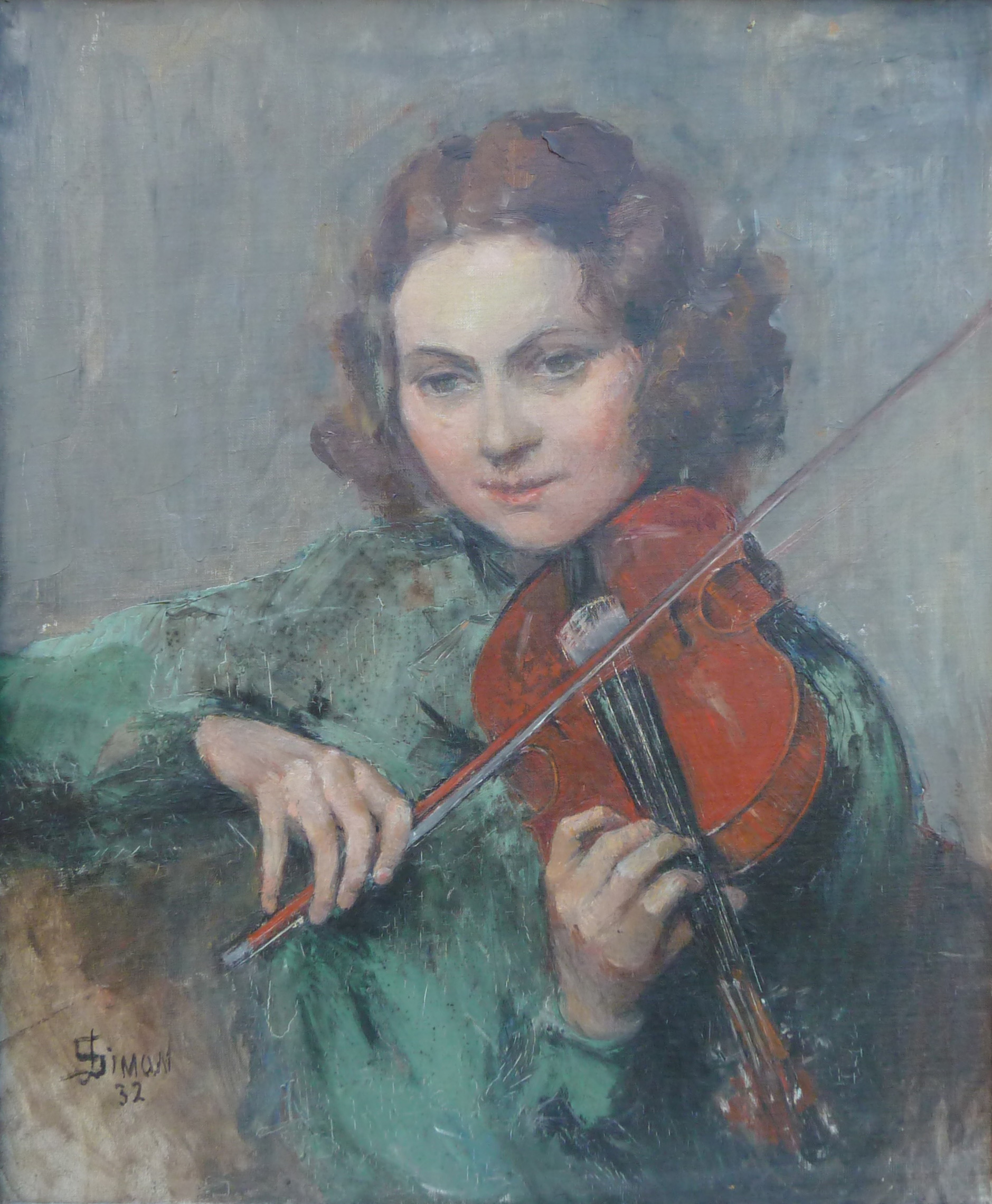
Yolanda Ostaszewska
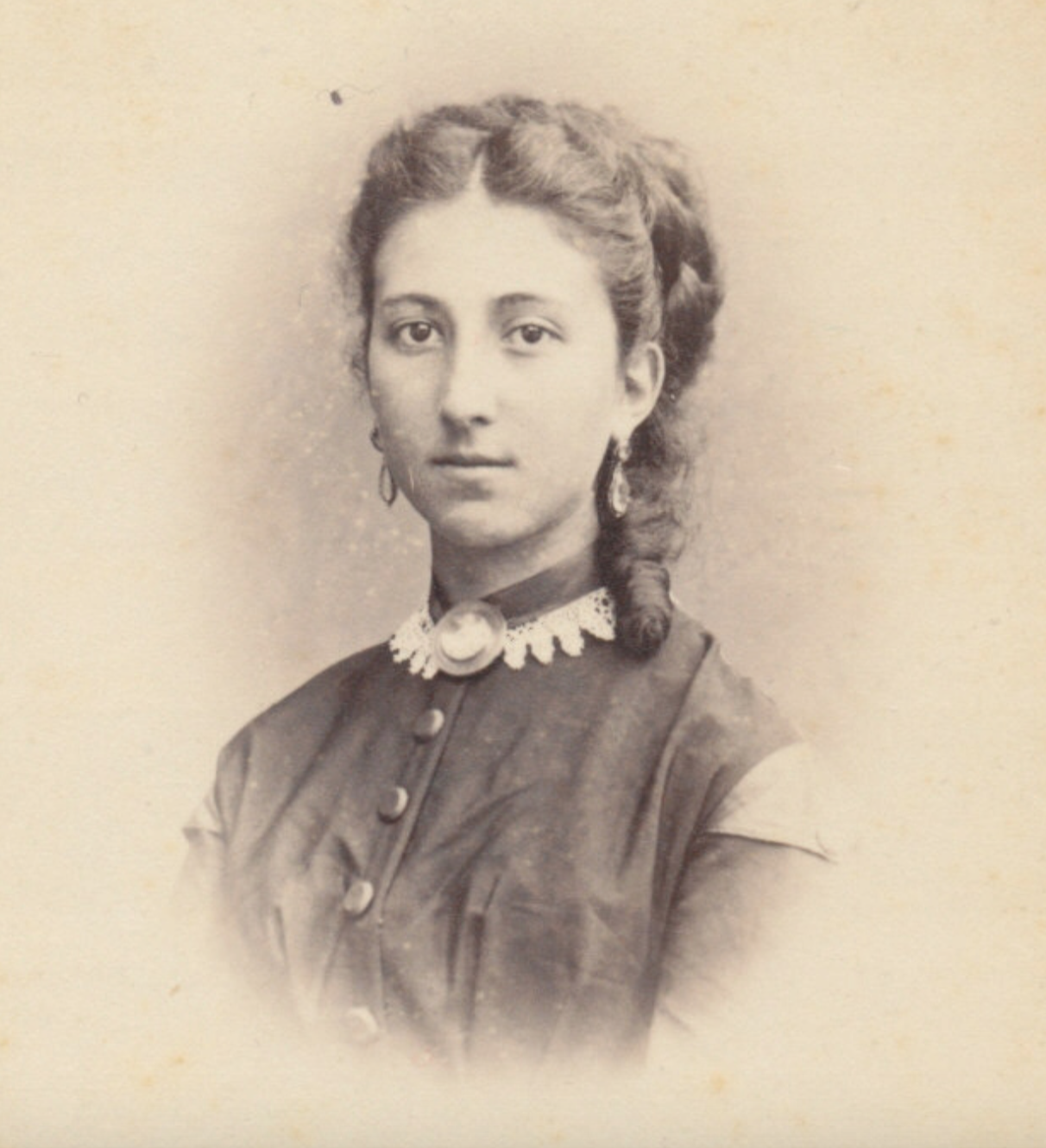
Maria z Ostaszewskich hr. Dzieduszycka
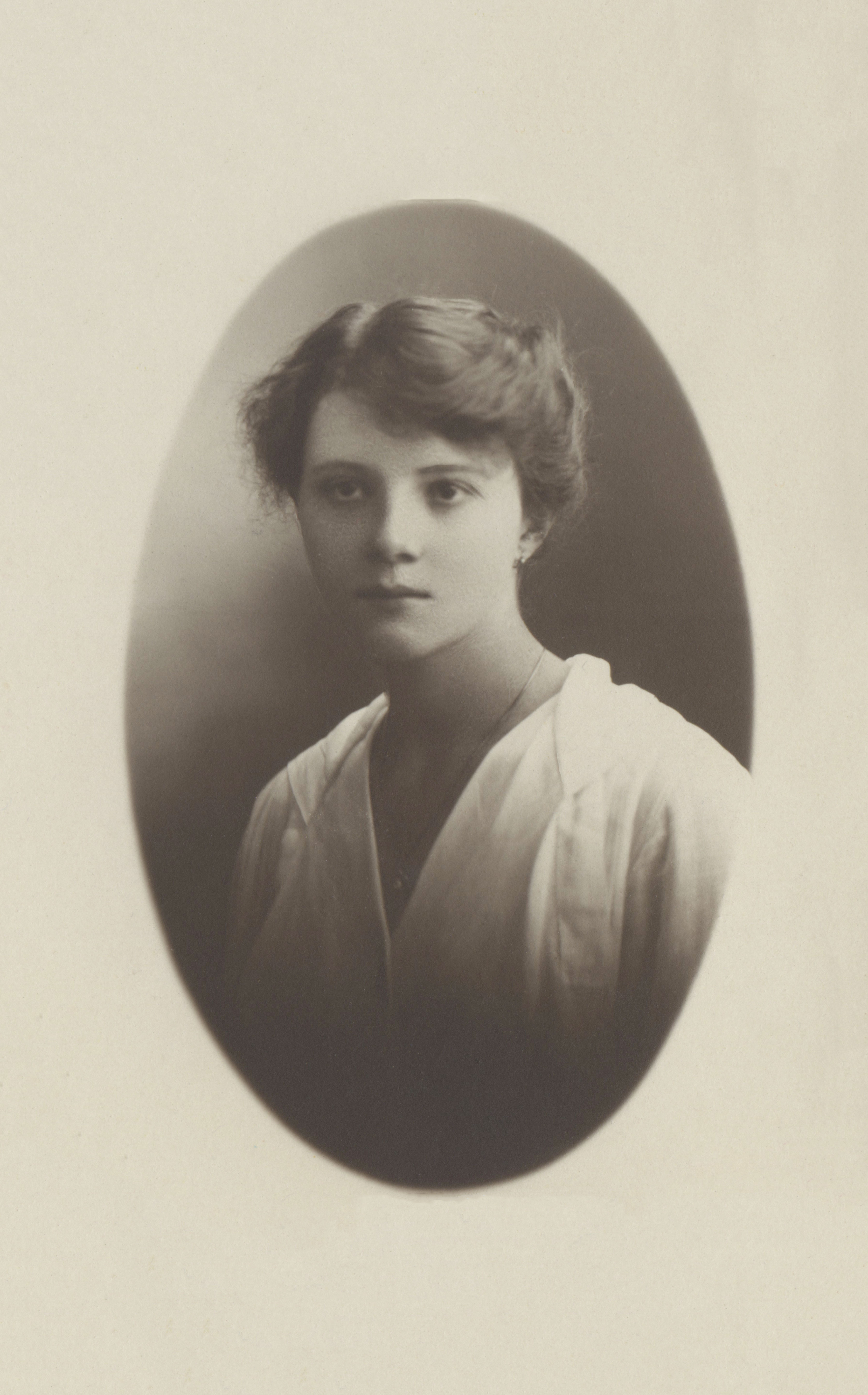
Zofia z Ostaszewskich hr. Tarnowska
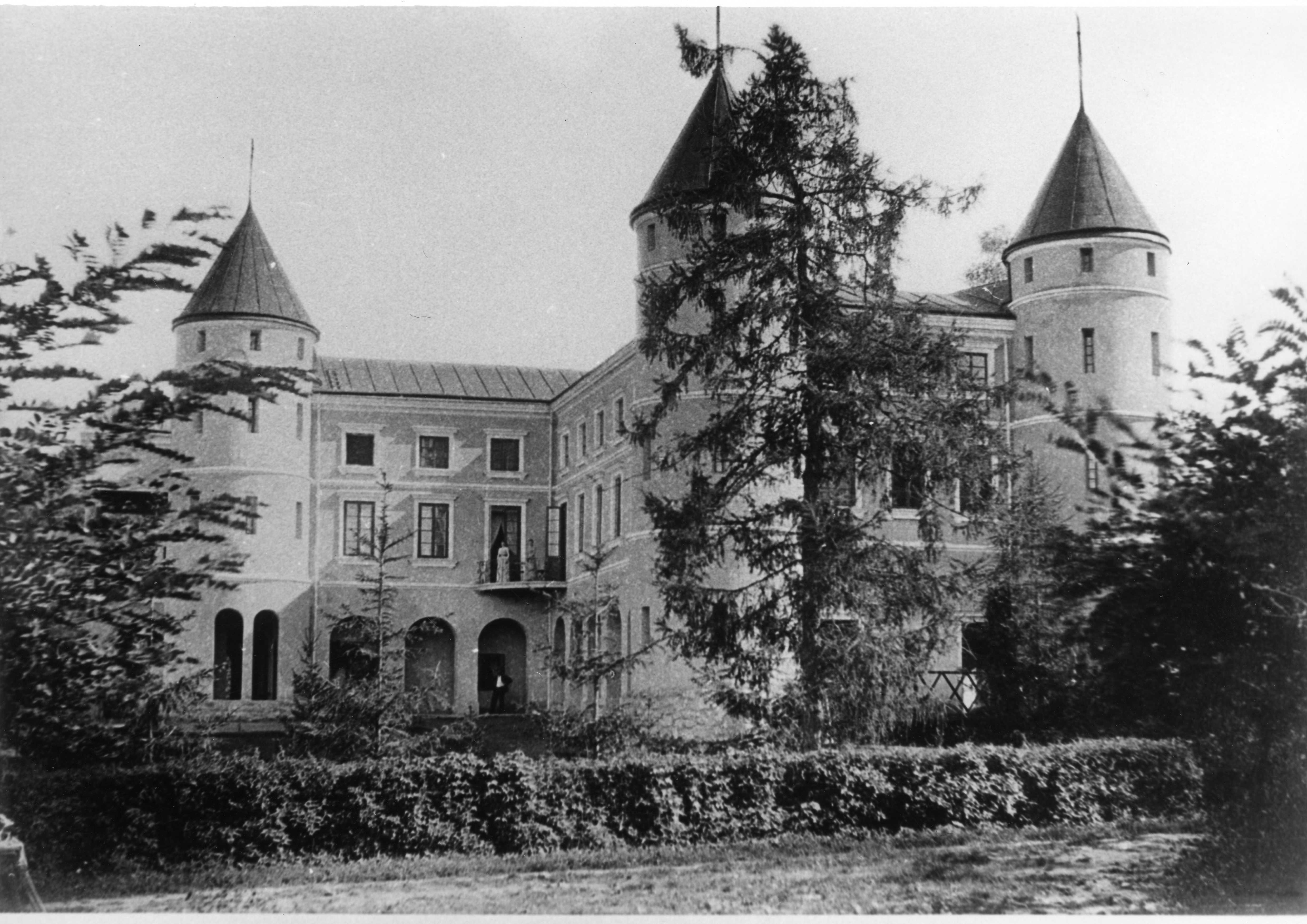
Pałac we Wzdowie
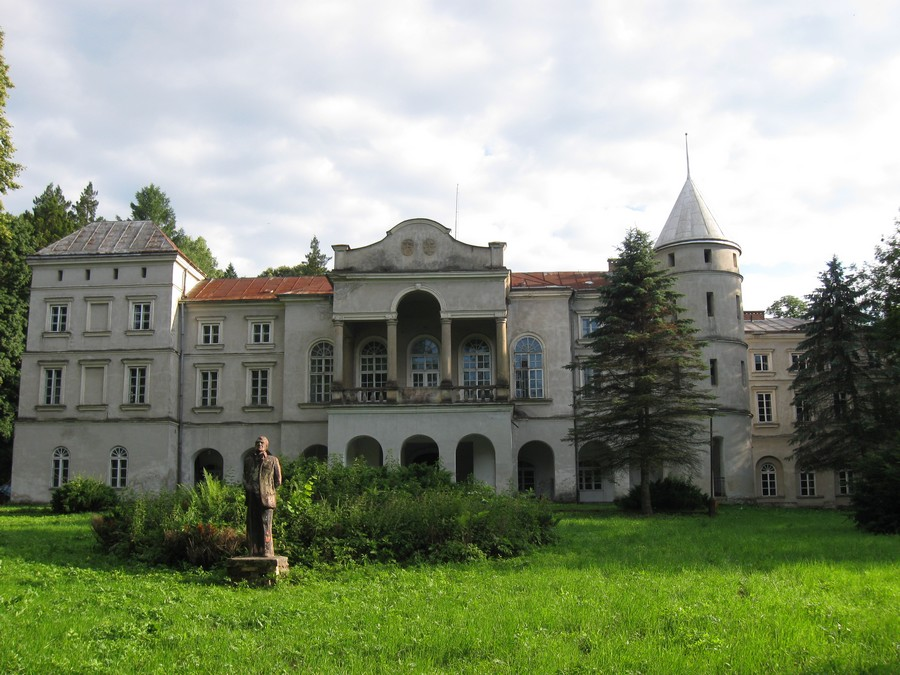
Pałac we Wzdowie
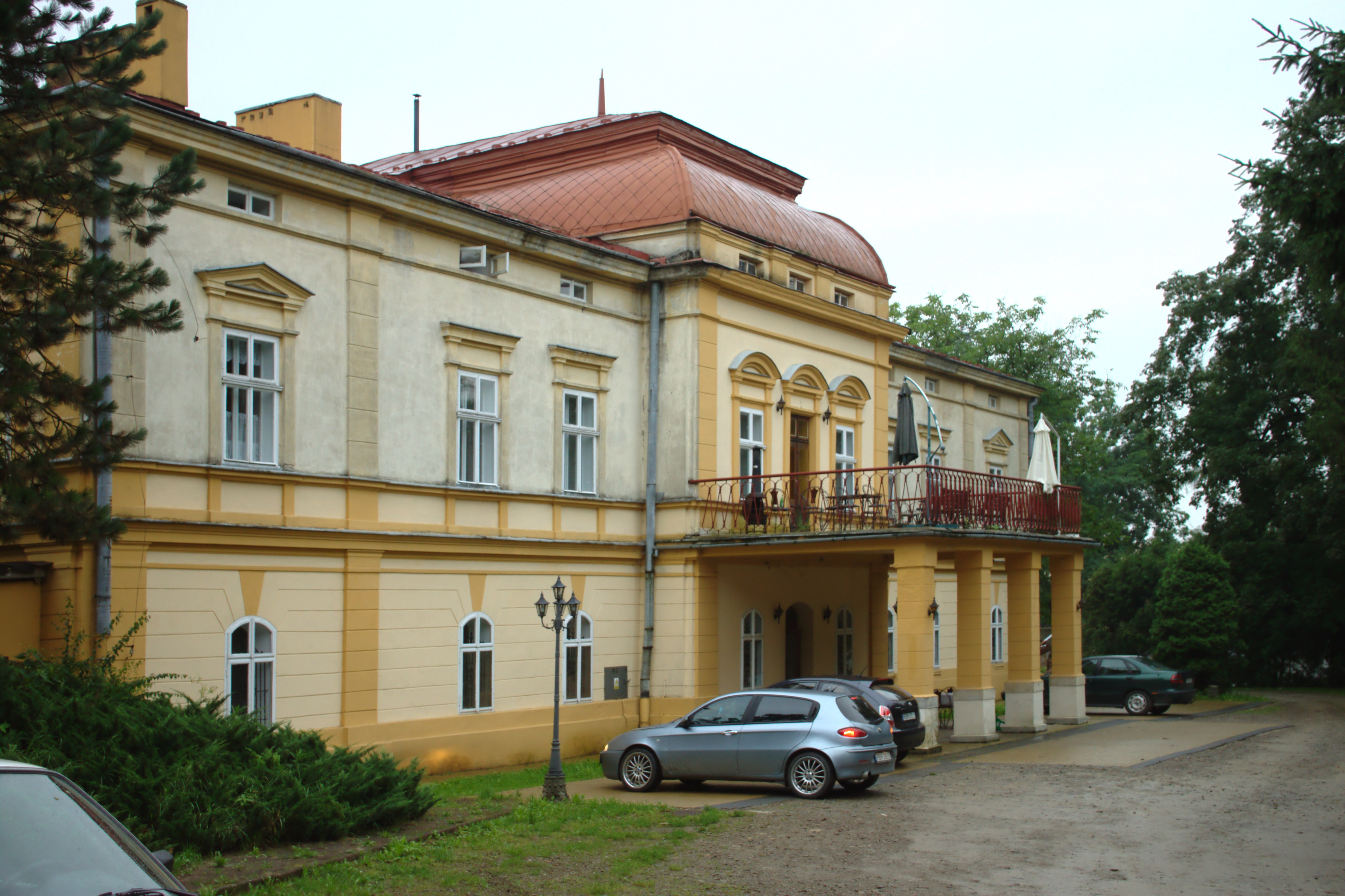
Pałac w Grabownicy
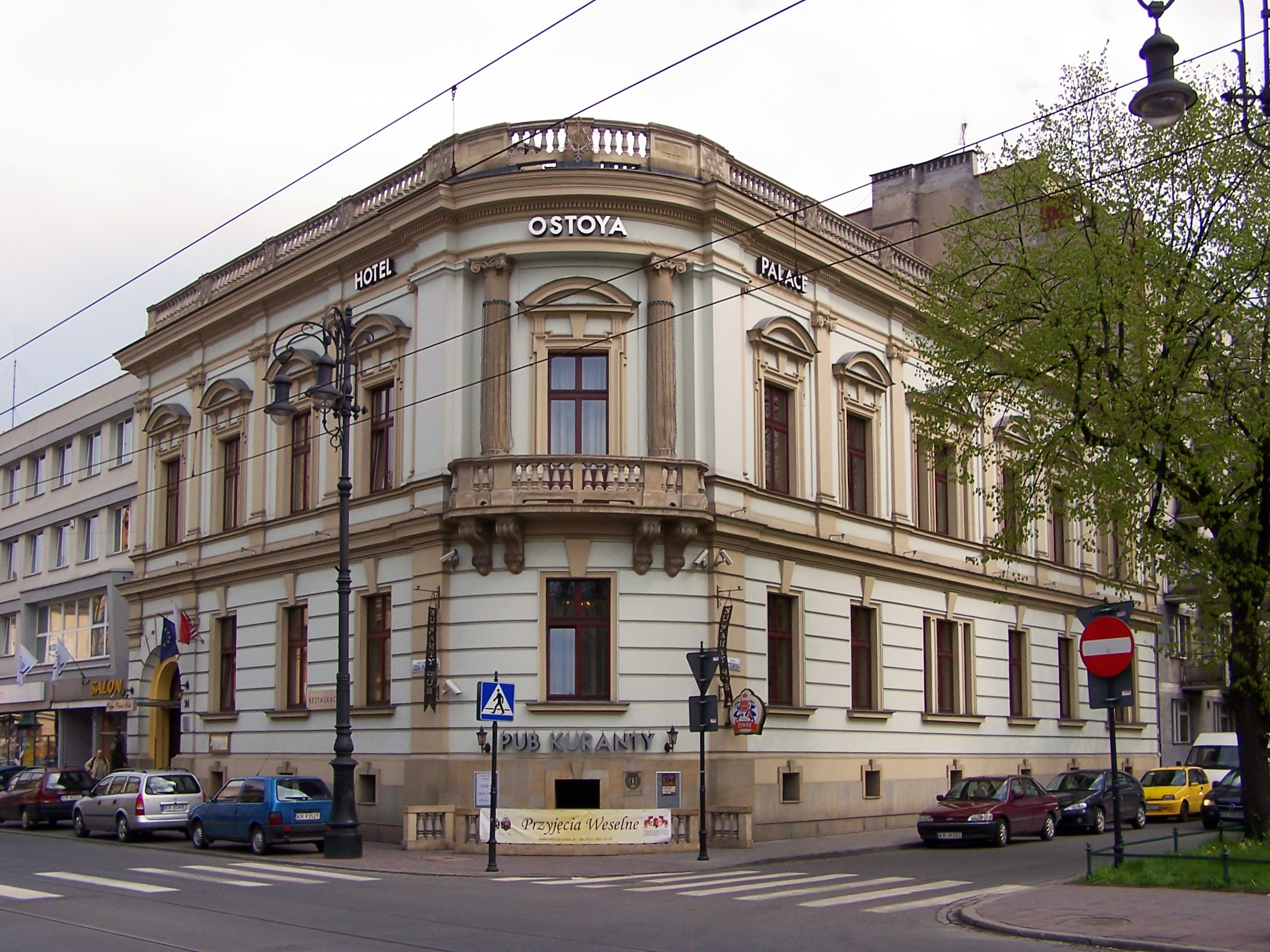
Pałac w Krakowie
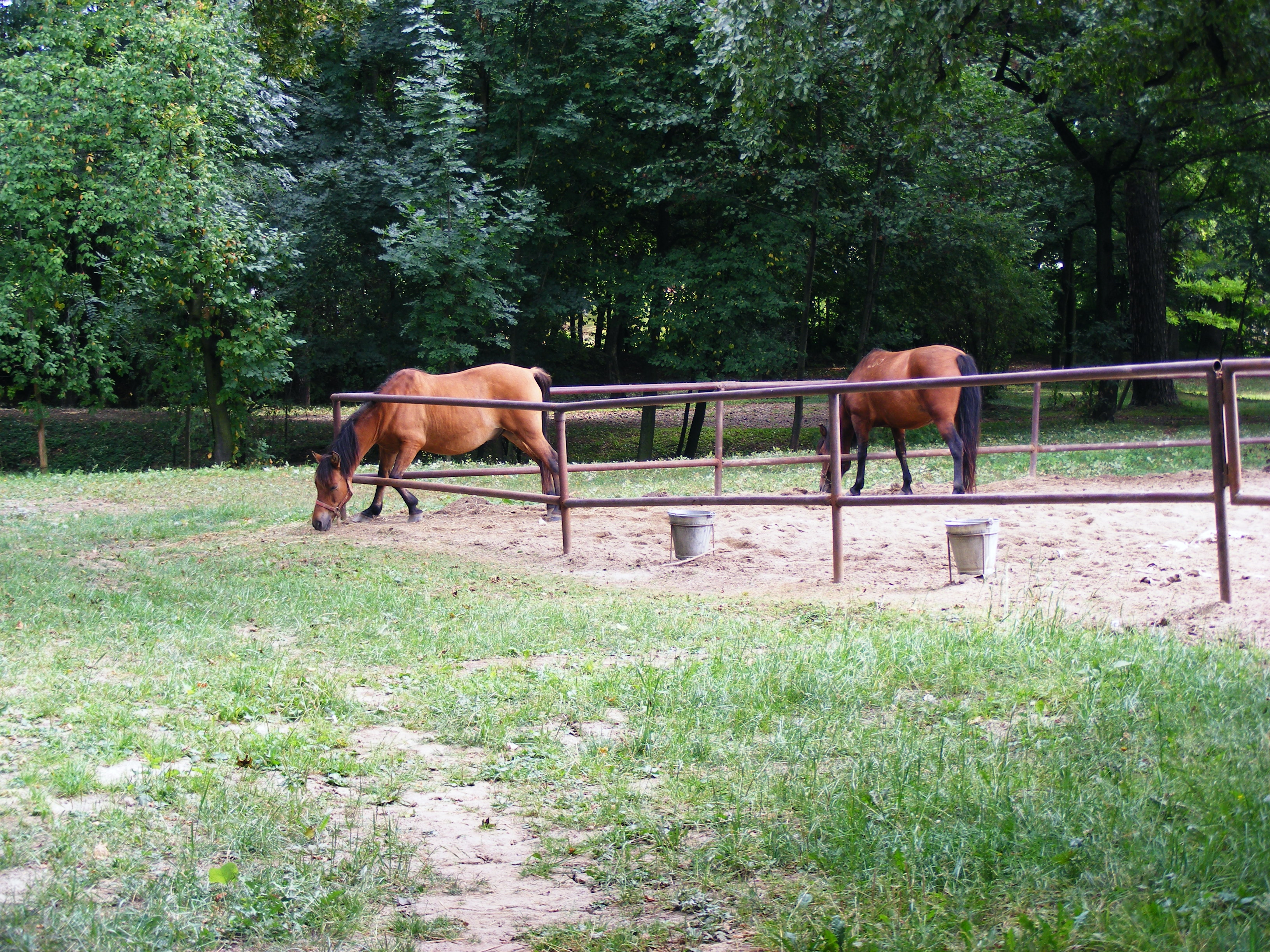
Park w Klimkówce
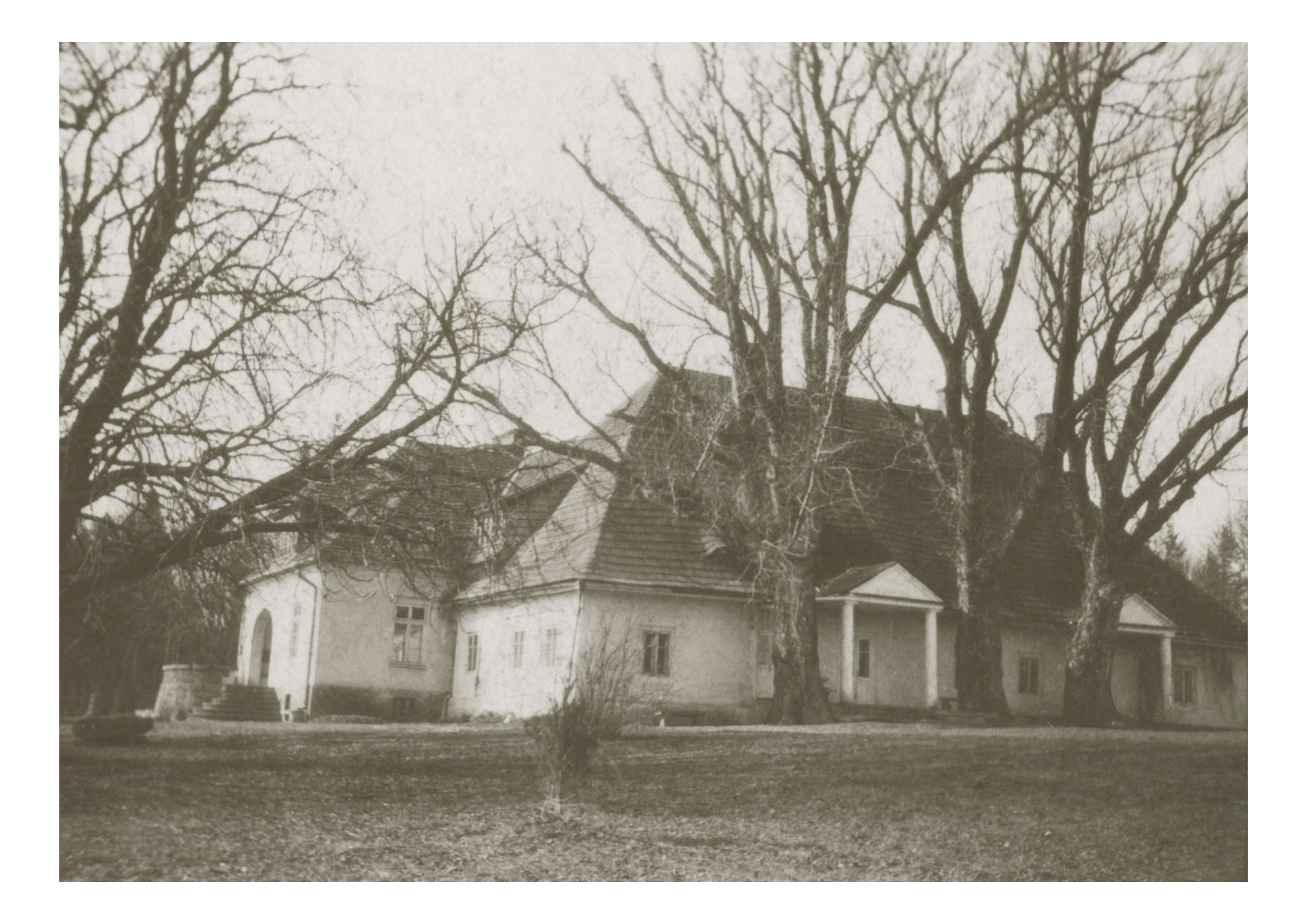
Dwór w Klimkówce